# Cayo Bolívar
El Cayo Bolívar o Cayos del Este-sureste (también conocido como Courtown) es un atolón del mar Caribe perteneciente al archipiélago de San Andrés, Providencia y Santa Catalina, el cual pertenece a Colombia. Se sitúa a unos 25 km al sureste de San Andrés, en las coordenadas 12°24′N 81°28′O / 12.400, -81.467.

## Características
El atolón tiene forma de riñón, posee 6,4 km de largo y un ancho de 3,5 km y consiste en 2 cayos del mar Caribe que en total suman 11,75 hectáreas de superficie terrestre (0,1175 kilómetros cuadrados). 
El primero, denominado East Cay (N 12°24.16862', O 81°27.16382'), posee 8,01 hectáreas y está sembrado con palmas de coco, arbustos bajos y algunas gramíneas. Los pescadores lo utilizan para pernoctar durante sus jornadas de pesca y es igualmente frecuentado por los turistas. 
En el segundo, denominado West Cay o Bolívar (N 12°23.97475', O 81°28.44928'), posee 3,74 hectáreas y se encuentra allí actualmente un faro y un puesto militar de la Armada Nacional de Colombia. Puede apreciarse a simple vista cuando hay buen tiempo en la zona oriental de la isla de San Andrés o con binoculares, ya que se encuentra a 25 km al sureste de esta última.
La temperatura promedio del agua es de 27.5 °C y la salinidad varía entre 36.1 a 36.4 %.